# اولاوی سالونن
اولاوی سالونن ((به انگلیسی: Olavi Salonen)؛ زادهٔ ۲۰ دسامبر ۱۹۳۳ – درگذشتهٔ ۶ مارس ۲۰۲۵) دونده دو نیمه‌استقامت اهل فنلاند بود.
اولاوی سالونن در ۶ مارس ۲۰۲۵، در سن ۹۱ سالگی درگذشت.

## زندگی‌نامه
سالونن دو بار در بازی‌های المپیک تابستانی ۱۹۶۰ و ۱۹۶۴ در رشته دو ۱۵۰۰ متر و همچنین دو بار در رشته دو ۸۰۰ متر در مسابقات قهرمانی دو و میدانی اروپا ۱۹۵۸ و ۱۹۶۲ شرکت کرد.
در ۱۱ ژوئیه ۱۹۵۷ سالونن توانست در دو ۱۵۰۰ متر در شهر تورکو مقام دوم را بدست‌آورده و همراه با نفر اول اولاوی سالسولا رکورد جهانی ۳:۴۰٫۲ را به ثبت برساند. در آن روز سه ورزشکار فنلاندی که هر سه نام کوچک اولاوی داشتند (از جمله اولاوی سالونن) و زاده ۱۹۳۳ بودند توانستند رکورد دو ۱۵۰۰ متر را بشکنند، به همین دلیل تا امروز از آن‌ها با عنوان سه اولاوی یاد می‌شود. رکوردی که تنها یک روز دوام آورد و روز بعد توسط دونده اهل چکسلواکی در براندیس ناد لابم-ستارا بولسلاو با زمان ۳:۳۸٫۱ شکسته شد.
| رکوردها                   | رکوردها                                                         | رکوردها                   |
| ------------------------- | --------------------------------------------------------------- | ------------------------- |
| پیشین: István Rózsavölgyi | دارنده رکورد جهانی ۱۵۰۰ متر مردان ۱۱ ژوئیه ۱۹۵۷ – ۱۲ ژوئیه ۱۹۵۷ | پسین: Stanislav Jungwirth |